# The Occult: A History

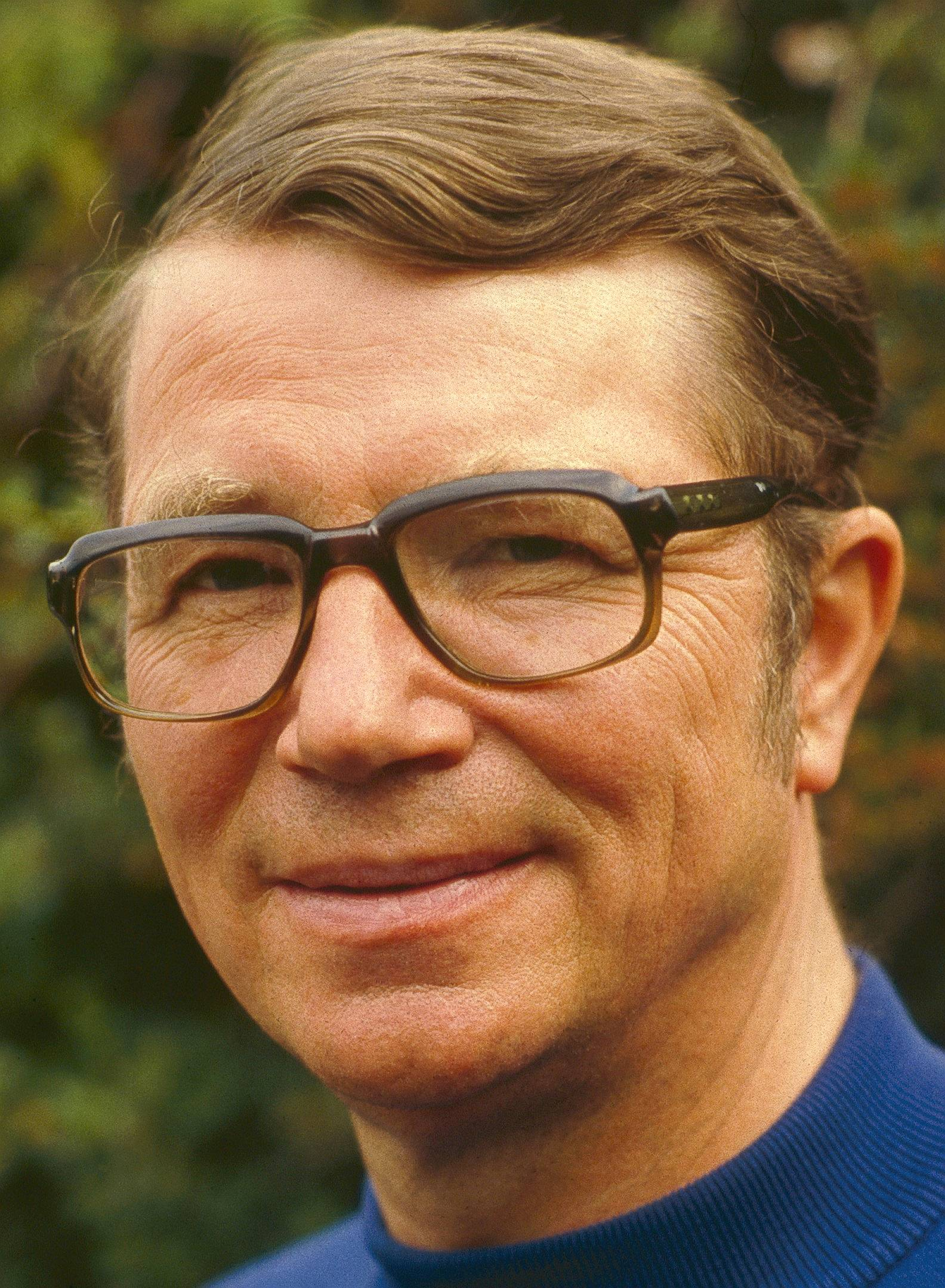
Bild av författaren, Colin Wilson, 1984.

The Occult: A History är en bok om det ockulta av den engelske författaren Colin Wilson. Bland de personer som nämns i boken återfinns bland annat Aleister Crowley, George Gurdjieff, Helena Blavatsky och Grigorij Rasputin. Ämnen som behandlas är exempelvis primitiv magi och fenomen som levitation.

## Innehåll
Boken innehåller tre delar. Del ett bär titeln “A Survey of the Subject” och täcker ämnen som bland annat “magi – framtidens vetenskap”. Del två, “A History of Magic”, är en genomgång av olika ockulta företeelser genom historien. Den tredje och sista delen heter “Man’s Latent Powers” och handlar bland annat om andeväsen.

## Mottagande
Joyce Carol Oates recenserade boken 1973 i The American Poetry Review. Hon beskrev den som ”ett av de där rika, märkliga, förbryllande och ständigt överraskande verken som det är värt att läsa många gånger”. The Robesonian kallade boken ”enormt omfattande” och beskrev Wilsons researcharbete som ”oerhört gediget”.
En recensent i Boca Raton News gav boken en dålig recension och skrev att ”[Wilson] förväntar sig att denna ’faktor X’ ska förena instinkt och intelligens, men vad det skulle kunna leda till i praktiken förstod inte jag trots bokens 560 minutiöst detaljerade sidor”. I sin bok Modern Occult Rhetoric medgav Joshua Gunn att boken blivit populär, men kritiserade ”Wilsons uttryckliga agenda att bevisa att psykiska och astrala krafter existerar” som något som ibland orsakade irritation och ”minskar värdet av hans forskning”.
Den svenske poeten Bruno K. Öijer prisade i januari 1982 Wilsons bok i ett brev till sin dåvarande förläggare, Per Gedin: "Den mest imponerande bok jag läst på sistone är ändå Colin Wilsons 'The Occult' som framför allt är en bra vägledning vidare."